# Bebe Buell
Bebe Buell (Portsmouth (Virginia), 14 juli 1953) is een Amerikaans model, zangeres en de moeder van Liv Tyler.

## Biografie
Buell werd op haar 17de ontdekt door een modellenbureau. In 1974 verscheen ze in Playboy. In 1981 nam ze een elpee op met 4 nummers, waarbij in 2 nummers The Cars als haar begeleidingsgroep diende. Met haar band the Gargoyles maakte ze muziek in de jaren 80 en 90, alvorens opnieuw solo een plaat op te nemen in 2011.
Buell had relaties met Todd Rundgren, David Bowie, Iggy Pop, Mick Jagger, Elvis Costello, Jimmy Page en Steven Tyler. Samen met die laatste kreeg ze een dochter, Liv Tyler, die zelf ook actrice en model werd.